# مافولو
مافولو شهری در شهرستان سابسه در استان بام در بورکینافاسوی شمالی است و جمعیت آن ۵۶۲ نفر است.